# Simpson College
Simpson College es una universidad metodista de artes liberales en Indianola, Iowa. Simpson ha sido acreditada por la North Central Association desde 1913. La universidad tiene alrededor de 1.250 estudiantes a tiempo completo y 300 a tiempo parcial. Además del campus residencial de Indianola, Simpson tiene una instalación en West Des Moines (Iowa).
Simpson es conocido por su compromiso con la participación cívica y la educación no partidista en temas públicos, ejemplificado por el Centro de Políticas Públicas John C. Culver y por sus dos campeonatos nacionales de debate Pi Kappa Delta de 2016 y 2018.